# Radio Deejay

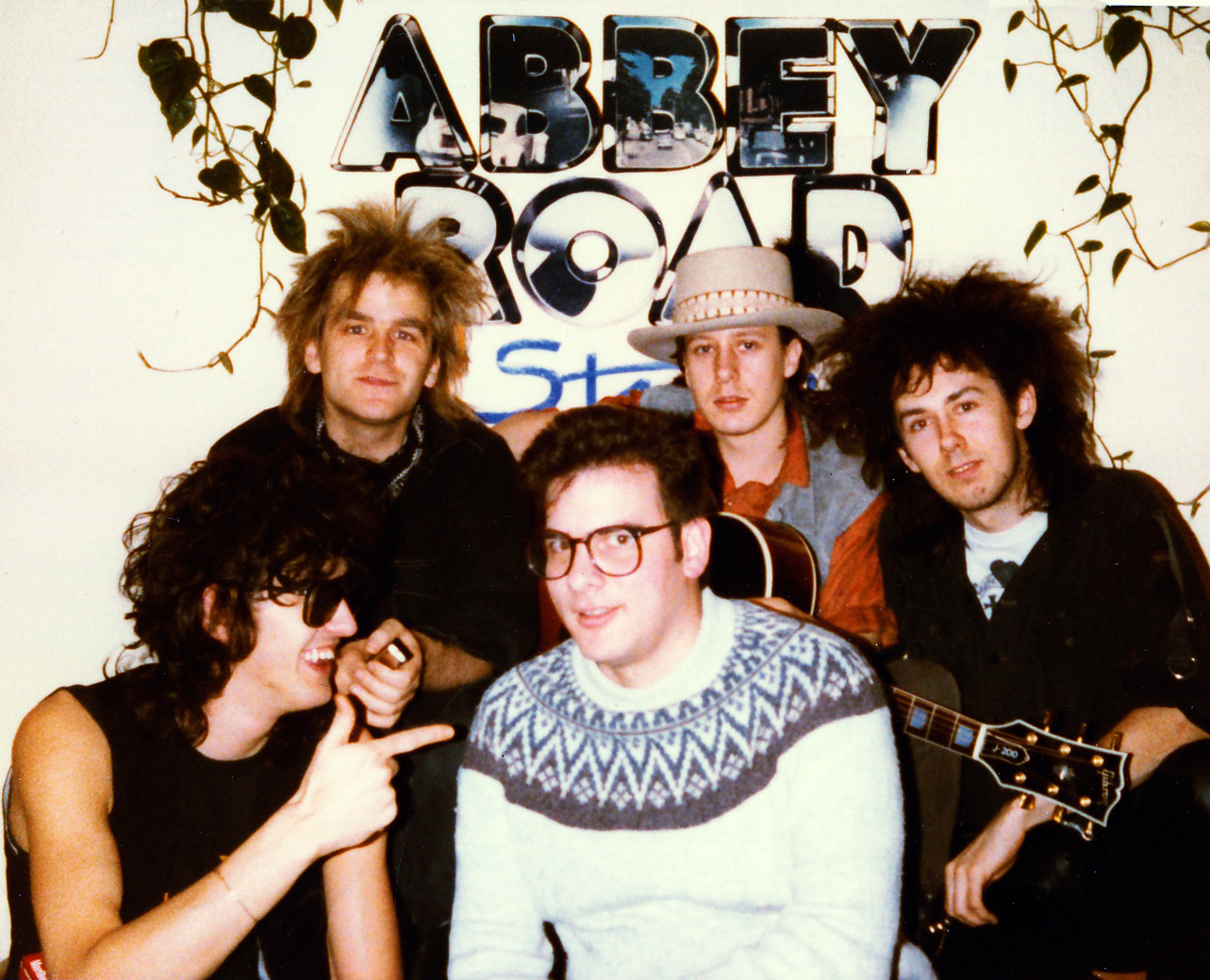
Radio host with band he helped get exposure in America

Radio DeeJay es una emisora de radio privada nacional italiana, propiedad del Grupo Editorial L'Espresso y Discovery Italia el cual tiene la sede en Milán en la calle Andrea Massena número 2.

## Historia
Creada en Milán a 1 de febrero de 1982, y posee 5.758.000 de oyentes en el 2006. Es una de las principales cadenas musicales de radiofórmula de Italia.

## Frecuencias
Tiene prácticamente todo el territorio cubierto y puedes ver un listado de sus frecuencias en el link proporcionado abajo. Algunas son:
- ROMA = 90.3 - 101-101.0 - 90.3 - 95.7 - 96.5 - 99.1
- GENOVA = 96.9 - 89.8 - 103.6
- MILÁN = 99.7 - 107
- FLORENCIA = 99.7 - 92.1 - 100.6
- VENECIA = 89.3 - 94.8 - 95.3